# Mariya Nazarivna Yaremchuk
Mariya Nazarivna Yaremchuk (tiếng Ukraina: Марія Назарівна Яремчук; sinh ngày 2 tháng 3 năm 1993), đôi khi được chuyển tự thành Maria Yaremchuk, là một ca sĩ Ukraina. Yaremchuk từng đại diện cho Ukraina tại Eurovision Song Contest 2014 được tổ chức tại Copenhagen, Đan Mạch. Cô đạt được thứ hạng 6 chung cuộc trên tổng số 26 quốc gia tham gia.

## Đầu đời
Yaremchuk sinh ra tại Chernivtsi. Cô là con gái của Nghệ sĩ Nhân dân Ukraina, ca sĩ, nhạc sĩ Nazariy Nazarovych Yaremchuk. Mẹ cô, Darina, là đời vợ thứ hai của cha cô. Mariya được đặt tên theo tên của bà nội. Cha cô mất vì ung thư dạ dày khi cô mới hai tuổi.
"Mẹ tôi kể với tôi rằng cha tôi thích mang theo chiếc gối của tôi đi lưu diễn. Ông ấy không bao giờ rời xa nó. Và khi ông trở về từ Hoa Kỳ, nơi ông điều trị ung thư, ông đã mua một chiếc máy ảnh. Ông đã ghi lại cuộc sống của gia đình tôi. Năm 16 tuổi, tôi đã tìm thấy những thước phim ấy trên gác mái. Trước đó, tôi đã biết về cha tôi rằng ông là một huyền thoại của nhạc pop Ukraina. Và trong những bức ảnh, tôi thấy một người đàn ông tinh tế và đẹp trai. [...]"— Mariya Yaremchuk

Yaremchuk có một người chị gái cùng mẹ khác cha tên Vera, là con riêng của mẹ cô và người chồng đầu, cũng như hai anh trai là con riêng của cha cô, tên Dmytro và Nazariy. Nghệ sĩ nhân dân và Anh hùng Ukraina Vasyl Ivanovych Zinkevych là cha đỡ đầu của cô.
Yaremchuk tự nhận định mình là một người phi chính trị, nhưng vào tháng 12 năm 2013, cô tuyên bố rằng cô "trong các cuộc bầu cử và nói chung, về mặt đạo đức và với tư cách là một ca sĩ", ủng hộ cho Đảng Các khu vực.

## Sự nghiệp âm nhạc

### 2012:Holos Krayinyvà New Wave 2012
Yaremchuk đã lọt vào vòng chung kết của chương trình truyền hình Holos Krainy và xếp thứ hạng 4 chung cuộc. Năm 2012, cô đại diện cho Ukraina tại cuộc thi quốc tế dành cho các ca sĩ trẻ New Wave 2012, và xếp thứ hạng 3 chung cuộc. Rinat Leonidovych Akhmetov đóng vai trò là nhà tài trợ cho Yaremchuk trong suốt mùa thi. Akhmetov là bạn của Igor Yakovlevich Krutoy, một trong những người phụ trách tổ chức chương trình New Wave. Mariya cũng tham gia Evrobachennya 2013 – Natsionalyni vidbir, vòng chung kết quốc gia nhằm tìm ra đại diện cho Ukraina tại Eurovision Song Contest. Cô đã thể hiện bài hát "Imagine" và xếp thứ hạng 5 chung cuộc.

### 2013–2014: Eurovision Song Contest

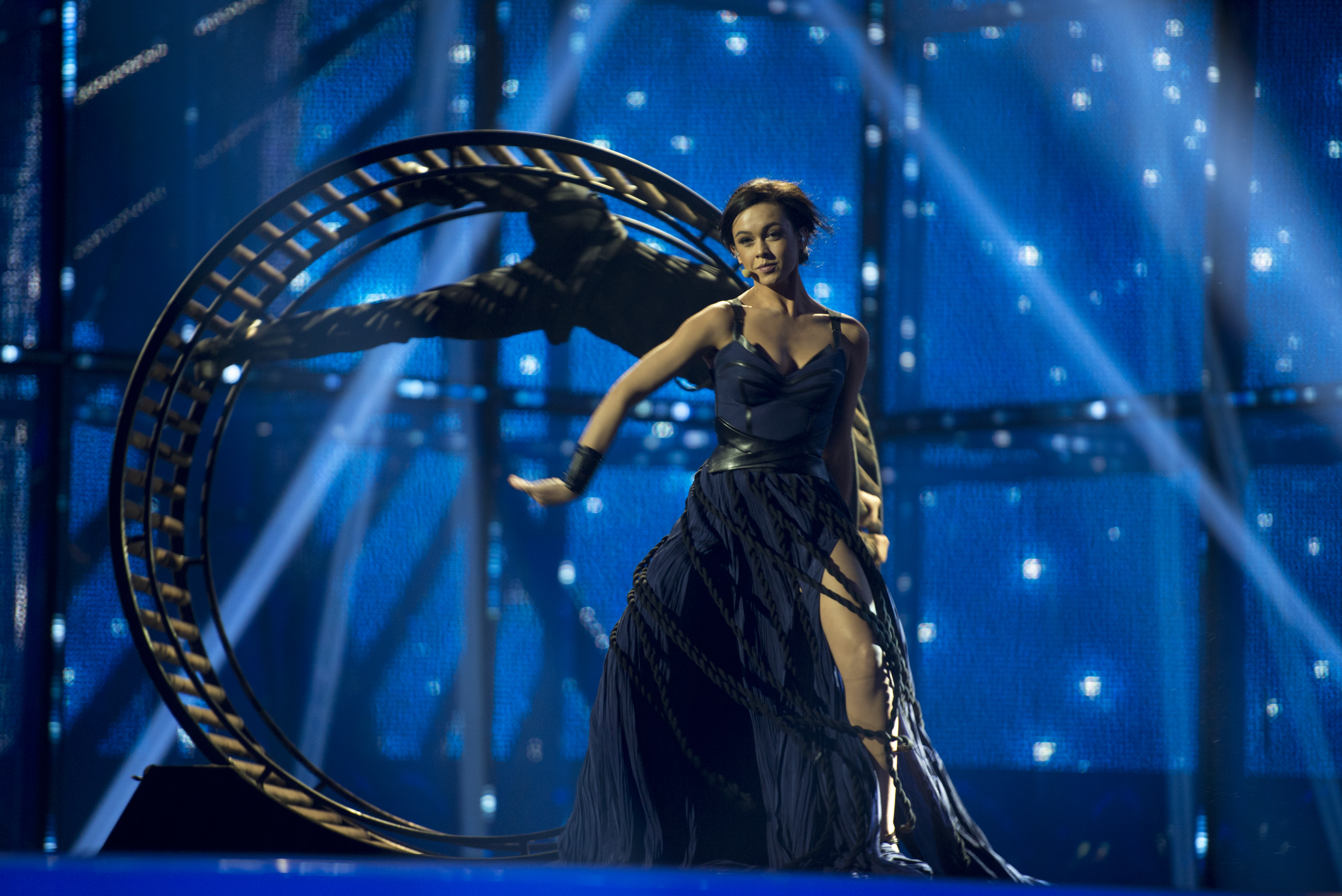
Yaremchuk at the 2014 Eurovision Song Contest

Ngày 21 tháng 12 năm 2013, Yaremchuk giành chiến thắng trong vòng chung kết quốc gia nhằm tìm ra đại diện cho Ukraina tại Eurovision Song Contest 2014 với bài hát "Tick-Tock". Ngày 6 tháng 5 năm 2014, bán kết thứ nhất của Eurovision Song Contest được tổ chức và cô đã giành được quyền vào vòng chung kết. Tại vòng chung kết, cô xếp thứ hạng 6 chung cuộc trên tổng số 26 quốc gia tham dự.
Trong suốt quá trình dự thi Eurovision, Yaremchuk nhận được rất nhiều sự quan tâm của truyền thông quốc tế bởi cô là đại diện của Ukraina trong một cuộc cạnh tranh với Nga sau khi Liên bang Nga sáp nhập Krym. Tại sự kiện #HappyWall tại Copenhagen, Yaremchuk đã để lại dòng chữ "Tự hào là người Ukraina".

### 2014–2018: Tiếp tục thành công tại Ukraina và theo đuổi diễn xuất
Sau cuộc thi Eurovision Song Contest, Yaremchuk đã cho ra mắt một loạt đĩa đơn. Năm 2015, cô đã phát hành bản hát lại bài hát trứ danh "Rodyna" của cha cô vào ngày tưởng niệm 20 năm ngày ông qua đời. Sau đó, cô đã phát hành đĩa đơn "Do tebe" năm 2016. Năm 2017, Yaremchuk phát hành tiếp đĩa đơn "Ty v meni ye". Video âm nhạc của bài hát do Alan Kazbekovich Badoev đạo diễn. "Ty ve meni ye" xếp hạng 105 trên bảng xếp hạng phát thanh của TopHit.
Tháng 3 năm 2018, The Legend of Carpathians (tiếng Ukraina: Легенда Карпат) đã được công chiếu tại liên hoan phim Cannes lần thứ 70. Trong bộ phim, Yaremchuk thủ vai Marichka, người yêu của vị anh hùng văn hóa dân gian Ukraina Oleksa Dovbush.

### 2018–nay: Hoạt động gián đoạn
Đầu năm 2018, quản lý của Yaremchuk thông báo rằng nữ ca sĩ sẽ bước vào giai đoạn hoạt động gián đoạn vô thời hạn.
"Tôi vẫn sẽ hát, nhưng tôi đang dành thời gian nghỉ ngơi và tôi sẽ kết thúc dự án Mariya Yaremchuk. Một cách có ý thức, tôi hiện tại đã tự nhận thức được bản thân mình. [...]. Rất khó để bỏ lại một gia tài. Eurovision, tất cả những clip đó là rất nhiều. Thật khó để nói "tạm biệt" với mọi thứ và phá hủy mọi thứ. Tôi sợ. Tôi đã suy nghĩ về việc này trong cả một năm - nó không bốc đồng, nó không phải là một cảm xúc. Đây là một quyết định có ý thức."— Mariya Yaremchuk, 2018

Kể từ đó, cô không phát hành thêm bất cứ sản phẩm nào, cũng như không xuất hiện trong các buổi hòa nhạc và chương trình truyền hình. Yaremchuk đã ngừng cập nhật các trang mạng xã hội từ tháng 5 năm 2018, nhưng cô sau đó đã trở lại vào tháng 6 năm 2020 để đăng hai bài đăng trên Instagram để quảng bá cho bộ phim Eurovision Song Contest: The Story of Fire Saga phát hành trên Netflix, được lấy cảm hứng một phần từ màn trình diễn trên sân khấu Eurovision 2014 của cô.
Năm 2023, cô là thành viên của 'Music Unites Generations' và đã có một màn trình diễn tại bán kết thứ hai của Eurovision Song Contest 2023 cùng với Zlata Dziunka và Otoy.

## Đời tư
Yaremchuk tuyên bố rằng cô là người Hutsul. Tính đến năm 2021, cô sinh sống tại Lviv.

## Danh sách đĩa nhạc

### Đĩa đơn
| "So mnoy opyat'" (Со мной опять)          | 2012 | — | —   | — |
| "Imagine"                                 | 2012 | — | —   | — |
| "Tebe ya znaydu" (Тебе я знайду)          | 2013 | — | —   | — |
| "Tick-Tock"                               | 2014 | — | 190 | — |
| "Do tebe" (До тебе)                       | 2016 | — | —   | — |
| "Ty v meni ye" (Ти в мені є)              | 2017 | — | —   | — |
| "Do nestyamy" (До нестями)                | 2017 | — | —   | — |
| "Nazavzhdy" (Назавжди)                    | 2018 | — | —   | — |
| "Sword and shield" (Щит і меч)            | 2023 | — | —   |   |
| "—" biểu thị đĩa đơn không được xếp hạng. |      |   |     |   |